# Lev Tahor
Lev Tahor (em hebraico:  לֵב טָהוֹר , lit. "coração puro") é um grupo religioso extremista fundado por Shlomo Helbrans em 1988. Muitas vezes descrito como uma seita, consiste em cerca de 200-300 membros. O grupo segue uma forma fundamentalista de prática judaica e adere às suas próprias interpretações atípicas da lei judaica, incluindo práticas como longas sessões de oração, casamentos arranjados entre adolescentes e coberturas pretas da cabeça aos pés para meninas e mulheres a partir de a idade de três. O grupo enfrenta acusações de sequestro, abuso sexual e abuso infantil.
O grupo mudou-se com frequência, estando localizado em Israel de 1988 a 1990 (e novamente de 2000 a 2003), Estados Unidos de 1990 a 2000, Canadá de 2003 a 2014, Guatemala em 2014, México por volta de 2017 e desde o final de 2021, Romênia e Bósnia e Herzegovina. Desde fevereiro de 2022, eles também estão presentes na Macedônia do Norte. Eles costumam se mudar na tentativa de fugir das agências governamentais de bem-estar infantil.

## História
O grupo foi formado na década de 1980 pelo líder israelense Shlomo Helbrans. Helbrans mudou-se para os Estados Unidos no início dos anos 1990, e se estabeleceu no bairro de Williamsburg no Brooklyn, Nova York. Enquanto estava lá, ele cumpriu pena na prisão por sequestrar um menino israelense de 13 anos que foi enviado para estudar com ele em preparação para o bar mitzvah do garoto. Helbrans foi solto depois de cumprir dois anos, supostamente após receber tratamento preferencial do governador de Nova York, George Pataki. Ele então dirigiu uma yeshiva em Monsey, Nova York, e acabou sendo deportado de volta para Israel. Logo depois, Helbrans mudou-se para o Canadá, onde recebeu asilo político sob a Lei de Proteção à Imigração e Refugiados do Canadá, à qual ele alegou ter direito devido à perseguição percebida pelas autoridades israelenses por seus ensinamentos antissionistas. Helbrans pode ter usado provas falsas para obter o status de refugiado, pagando ao menino sequestrado para testemunhar em seu nome.
Helbrans e seus seguidores se estabeleceram em Sainte-Agathe-des-Monts, mas os membros do grupo com crianças deixaram Quebec em novembro de 2013 para Chatham-Kent em meio a alegações de negligência infantil. As autoridades de proteção à criança procuraram colocar as crianças sob os cuidados de famílias adotivas judias e tomaram medidas para impedir que as 127 crianças deixassem o Canadá.
Em 5 de março de 2014, depois que o Superior Tribunal de Justiça de Ontário proferiu uma decisão do Superior Tribunal de Quebec quanto à disposição de seus filhos sob a lei de proteção infantil de Quebec, nove membros do grupo, incluindo seis crianças, partiram para Trinidad e Tobago em uma tentativa de fugir para a Guatemala. Eles foram devolvidos ao Canadá dias depois.  As seis crianças foram levadas para um orfanato, quatro delas foram posteriormente devolvidas ao grupo, enquanto a audiência para as outras duas crianças foi marcada para 27 de maio de 2014. A maioria dos membros do grupo posteriormente se estabeleceu em a cidade turística San Juan La Laguna. O grupo se recusou a enviar seus filhos para escolas locais ou participar da comunidade, de acordo com um morador local. Em agosto de 2014, um grupo de anciãos da população indígena Tz'utujil emitiu um decreto declarando que o grupo não era bem-vindo para ficar, citando a necessidade de proteger a cultura local, que é protegida pela Constituição da Guatemala. Um porta-voz do conselho indígena disse: "Agimos em legítima defesa e respeitamos nossos direitos como povos indígenas".
Em julho de 2017, os meios de comunicação mexicanos relataram que Helbrans havia se afogado em um rio enquanto participava de uma imersão ritual. Um porta-voz do Ministério das Relações Exteriores mexicano afirmou que um funcionário do consulado israelense no México se dirigiu ao estado de Chiapas, no sul do país, para confirmar a morte e identificar o corpo de Helbrans. O controle do Lev Tahor foi deixado nas mãos do filho de Helbrans, Nachman. Nachman Helbrans e outros quatro líderes de Lev Tahor foram presos no México em dezembro de 2018 em uma operação conjunta entre a Interpol e o FBI.
Membros de Lev Tahor solicitaram asilo político no Irã em 2018 e juraram fidelidade ao líder supremo do estado, Ali Khamenei. Em novembro de 2021, um grupo de cerca de 70 membros chegou ao Curdistão na tentativa de chegar ao Irã, mas foi detido por autoridades iraquianas e deportado para a Turquia. De lá partiram para Bucareste, Romênia.

## Práticas
A comunidade afirma viver dentro dos limites da halakha e da tradição judaica, e afirma que seu estilo de vida não é novo ou incomum. Na comunidade de Lev Tahor, as orações são duas vezes mais longas do que a norma entre outros Haredim, e os adeptos pronunciam cada palavra em voz alta, lenta e com grande ênfase. Eles têm uma dieta rigorosa que é baseada nas leis familiares da kashrut. No entanto, sua interpretação dessas leis é muito mais rigorosa, limitando certos alimentos que seus pares Haredi permitem. A maior parte de sua comida, incluindo o pão, é, portanto, caseira. As crenças religiosas do Lev Tahor incluem uma rejeição do sionismo. De acordo com a juíza do Tribunal Superior de Ontário Lynda Templeton, o modo de vida tradicional dos membros da comunidade de Lev Tahor não é
"meramente uma questão de preferência pessoal, mas de profunda convicção religiosa, compartilhada por um grupo organizado e intimamente relacionada com a vida diária... A religião não é simplesmente uma questão de crença teocrática, mas permeia e determina todo o seu modo de vida, regulando-a com detalhes por meio de regras da comunidade estritamente aplicadas... A adoção e prática da Torá na medida em que os membros de Lev Tahor percebem como desejável ou necessária em suas vidas diárias incluem o tipo de roupa a ser usada em todos os momentos; sua preparação e consumo de alimentos; sua linguagem; sua conduta moral e social; e sua educação. Todos os membros de Lev Tahor, independentemente de idade ou sexo, aderem às práticas e princípios de suas crenças baseadas na fé."

## Controvérsias
Lev Tahor foi acusado por seus críticos (incluindo ex-seguidores, famílias distantes de seguidores, estudiosos religiosos e policiais) de abuso infantil, lavagem cerebral, uso de drogas e casamentos forçados de adolescentes com homens até 20 anos mais velhos. O grupo tem sido referido como "Talibã Judeu" pela imprensa israelense, judaica, e internacional.
Em entrevista à Blackburn Radio em 31 de março de 2014, Dave Van Kesteren, MP de Chatham-Kent-Essex, Ontário, descreveu a saga de Lev Tahor como uma "questão política". Ele acrescentou que a questão havia sido levantada no Southwest Ontario Caucus, mas observou que essas conversas eram confidenciais.

### Investigação de proteção à criança
Em 2011, o grupo Lev Tahor entrou em conflito com a direção da escola local, que questionou o fato de as crianças do grupo não terem sido matriculadas nas escolas locais e as crianças não terem sido educadas de acordo com o currículo exigido pelo Lei de Quebec. Em abril de 2013, os líderes da comunidade de Lev Tahor elaboraram um plano de contingência caso as autoridades iniciassem uma ação e buscassem apreender as crianças. Naquele agosto, 21 trabalhadores de serviços infantis começaram a bater nas portas. De acordo com Denis Baraby, diretor de serviços de proteção a jovens na área, eles descobriram algumas casas sujas, com 4 a 5 crianças dormindo em um quarto, alguns colchões encharcados de urina e crianças com fungos nos pés. Começaram visitas semanais.
A polícia de Quebec emitiu mandados de busca em relação a alegações de que membros da seita Lev Tahor infligiram abuso psicológico e físico a adolescentes. Os abusos supostamente envolveram meninas de até 13 anos que foram presas em porões e meninas de 14 a 15 anos casadas com homens mais velhos do grupo. Uma mulher disse que foi atingida com um cinto e um cabide, e uma menina grávida de 17 anos disse que foi espancada pelo irmão, abusada sexualmente pelo pai e se casou à força com um homem de 30 anos quando ela tinha 15 anos.  Em 27 de novembro de 2013, um tribunal de Quebec decidiu que 14 crianças do grupo deveriam ser colocadas em lares adotivos, e foram feitos arranjos para que as crianças fossem colocadas em lares adotivos de língua iídiche . Em 21 de fevereiro, um tribunal de Quebec decidiu que o grupo não tinha o direito de recorrer da decisão anterior de um tribunal de Quebec, porque eles não apresentaram o recurso dentro de um período de 30 dias e, logo, as autoridades canadenses começaram a buscar a custódia das crianças. dos membros do Lev Tahor.
Em 3 de março de 2014, cerca de 15 membros do grupo pegaram um voo para a Guatemala. Um grupo de nove pessoas foi interceptado em Trinidad e Tobago. No dia seguinte, pelo menos dois adultos e seis crianças do grupo chegaram à Guatemala.  Em 6 de março, um juiz de Ontário ordenou que os 14 filhos das duas famílias que fugiram fossem colocados em lares adotivos em Ontário, enquanto esperavam que o recurso fosse ouvido no tribunal. Dois dias depois, seis filhos de Lev Tahor de duas famílias, seus pais e outro adulto, foram repatriados no Canadá após fugirem para Trinidad e Tobago. No dia seguinte, uma mãe com menos de 18 anos tentou fugir para a Guatemala com parte de sua família. Ela foi presa em Calgary e trouxe de volta para Ontário com seu bebê. Em 14 de março, três adultos e seis crianças que fugiram para a Guatemala compareceram perante um juiz em Panajachel. O juiz decidiu deixar as crianças com a família. Em 17 de março, um juiz da Guatemala decidiu que seis crianças que haviam fugido teriam permissão para permanecer na Guatemala, desde que se apresentassem à Embaixada do Canadá em três dias.  Esta exigência foi posteriormente revogada em recurso em 26 de março, permitindo que o grupo ficasse sem condições por até três meses.
Em 2 de abril de 2014, sete membros do Lev Tahor foram presos em uma operação realizada pela segurança da fronteira canadense. Três desses membros foram ordenados a serem deportados para seu Israel natal, mas tiveram a opção de apelar e solicitar uma suspensão durante o processo de apelação.  Em 27 de abril, a jovem mãe foi reunida com seu bebê em um orfanato. Dez dias depois, quatro outras crianças foram reunidas com seus pais.
Em 20 de dezembro de 2024, as autoridades da Guatemala resgataram 160 crianças de uma propriedade da seita Lev Tahor, um grupo judaico ultraortodoxo investigado por supostos abusos sexuais de menores no país. O grupo judiaco foi denunciado pelas autoridades de abuso infantil, casamentos forçados e gravidez na adolescência.

### Caso de sequestro
Em dezembro de 2018, as autoridades dos EUA acusaram Nachman Helbrans (39 anos) e Mayer Rosner (45 anos) de sequestrar dois netos de Shlomo Helbrans, cuja mãe havia fugido da comunidade depois que ela foi condenada ao ostracismo por se opor a sua filha de 13 anos. filha velha sendo casada com um homem mais velho. Um agente do FBI declarou em um documento judicial que duas crianças, uma menina de 14 anos e um menino de 12 anos, foram sequestrados de Woodridge, Nova York, e transportados para Scranton, Pensilvânia. Eles foram então levados para a Cidade do México, a cargo dos membros do Lev Tahor. Helbrans e Rosner foram condenados em 10 de novembro de 2021 sob a acusação de conspirar para transportar um menor com intenção de se envolver em atividade sexual criminosa, conspirar para viajar com a intenção de se envolver em conduta sexual ilícita e sequestro parental internacional. Em 31 de março de 2022, Nachman Helbrans, 40, e Mayer Rosner, 45, foram condenados a 12 anos de prisão por exploração sexual infantil e sequestro.

## Documentários
Lev Tahor foi investigado em vários documentários:
- O programa israelense True Face publicou uma série de dois episódios em Lev Tahor em novembro de 2012.[22]
- A Global News publicou um documentário sobre Lev Tahor em fevereiro de 2014 como parte do 16×9.[23]
- The Fifth State cobriu Lev Tahor em um programa de uma hora.
- A revista Mishpacha publicou uma reportagem de capa de 15 páginas sobre Lev Tahor.
- Ami Magazine publicou uma reportagem de capa de 32 páginas sobre Lev Tahor em sua edição de Pessach 2014.
- Foreign Policy publicou uma matéria de oito páginas sobre Lev Tahor em sua edição de janeiro/fevereiro de 2016.
- O Canal 2 em Israel exibiu um documentário sobre Lev Tahor em outubro de 2016.
- Mendy Levy, um ex-membro infantil do grupo, lançou seu próprio documentário online em novembro de 2021, documentando sua experiência em Lev Tahor.

## Ligaçõex externas
- The Times of Israel: Lev Tahor
- A survivor's story, 2021